# 横浜市立神大寺小学校
横浜市立神大寺小学校（よこはましりつかんだいじしょうがっこう）は神奈川県横浜市神奈川区神大寺にある公立の小学校。

## 概要
古くからの住宅街の中にあり、周囲には畑も点在している。歯科指導に力を入れており、給食後の歯磨きを日課にしている。歯科関係の賞も受賞している。2011年に創立50周年を迎えた。全校生徒は800名ほど。卒業生の多くは横浜市立六角橋中学校に進学する。

## 沿革
- 1959年（昭和34年）5月6日 - 横浜市立神橋小学校の分校として開校
- 1961年（昭和36年）5月1日 - 神大寺小学校として正式に開校
- 1969年（昭和44年）11月1日  - 南分校（現・横浜市立中丸小学校と南神大寺小学校)が分離開校

## 校歌
校歌は三番まである。歌詞は、 横浜市立神大寺小学校を、参照されたい。

## 運動会
毎年9月に行われる(公式サイトより)。「神大寺音頭」が踊られるが、音頭の歌詞は豊作を祝うもので、郷土の名所/名物などは出てこない。

## 通学区域
神大寺小学校の通学区域には以下の区域が指定されている。
- 神奈川区
  - 片倉一丁目19番から33番まで
  - 片倉二丁目1番から3番22号まで、4番から12番まで、16番
  - 片倉三丁目、四丁目、五丁目
  - 神大寺一丁目41番、42番
  - 神大寺二丁目10番、12番1号から12番32号まで、13番から14番23号まで、14番25号から21番まで、23番7号、23番8号、24番から31番まで、32番1号、32番2号、34番から37番まで、41番
  - 神大寺三丁目26番から35番まで
  - 神大寺四丁目
  - 三枚町198番地から202番地まで
  - 菅田町2887番地から2890番地まで、2903番地から2910番地まで、2927番地から2941番地まで、2961番地から2977番地まで

## アクセス
- 横浜市営地下鉄ブルーライン - 片倉町駅より徒歩5分
- 横浜市営バス - 「日枝橋」（36.82.326系統）より徒歩1分

## 出身著名人
- 上柳昌彦
- ムロツヨシ[3][4][5]